# 清华大学建筑学院

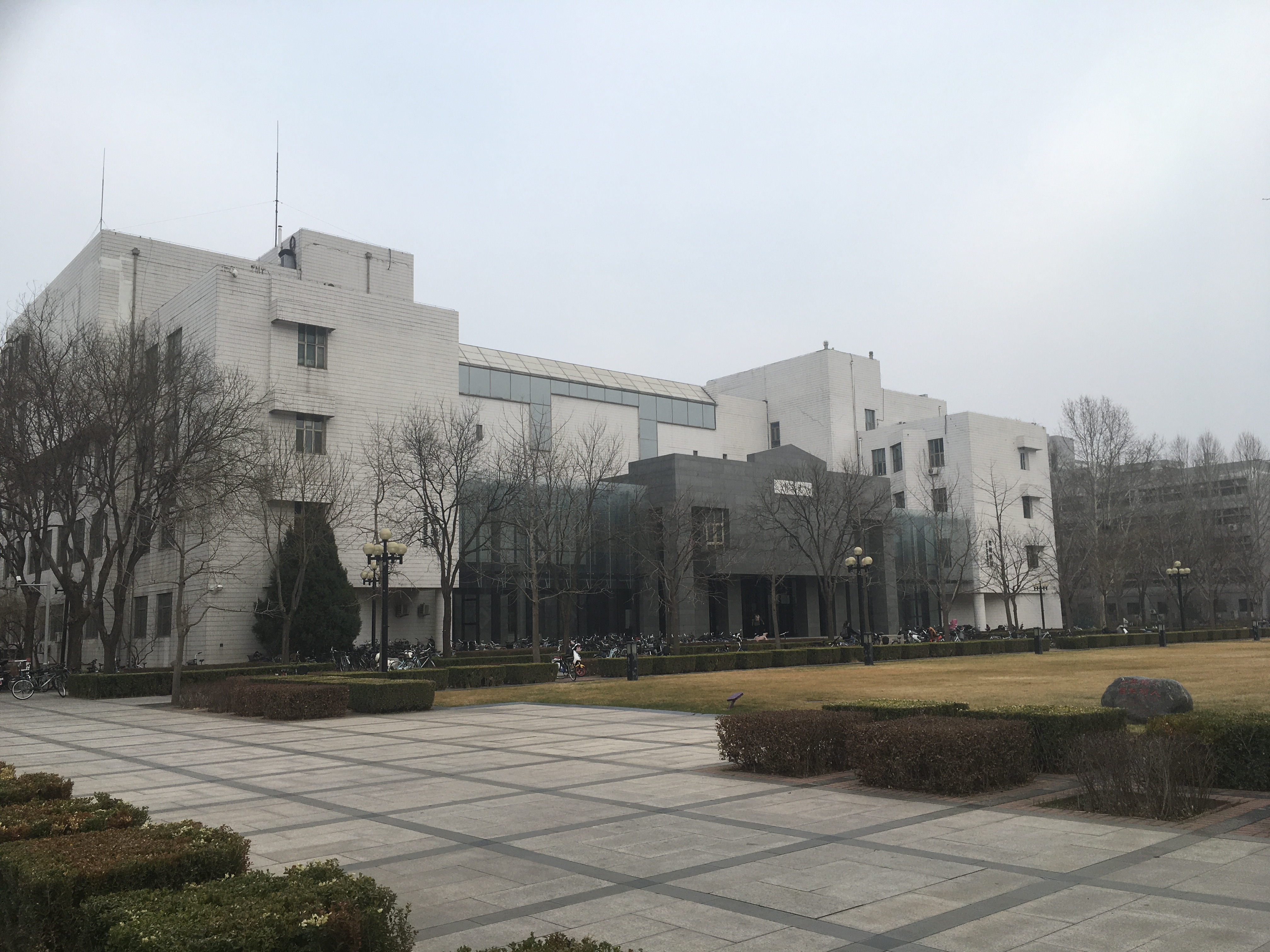
清華大學建築館

清华大学建筑学院，为清华大学直属学院，1988年在清华大学建筑系基础上建立。

## 历史

### 建筑系的建立

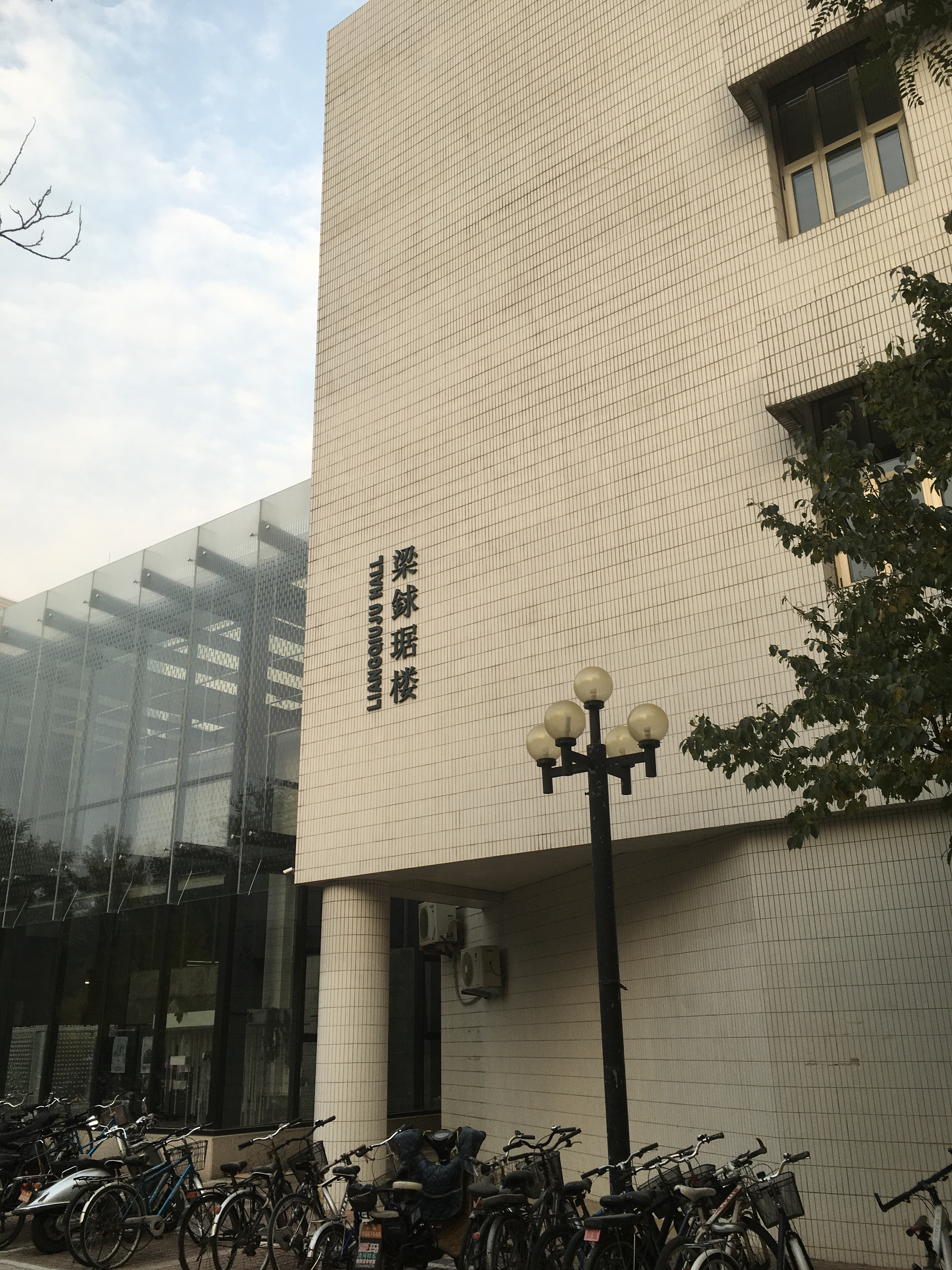
清華大學梁銶琚樓

1945年春天，抗日战争胜利前，为了迎接战后复兴的需要，梁思成致书当时清华大学校长梅贻琦，畅叙建筑教育发展方向，并建议创办清华大学建筑系。1946年，梁思成接受了为清华大学创办建筑系的任务，任系主任。1946-1947年，梁思成到美国讲学，林徽因虽然重病在身，但仍然同建筑系的教师一起全力投入这个系的创办工作。
建国前夕，梁思成将建筑系改名为营建系，设建筑组与市镇规划组，将城市设计首次引入中国；并企图成立园林组、工艺美术组、清华文物馆等。因身体问题，林徽因从未被清华大学建筑系聘为教授，但她有积极参与建系工作。
1949年9月下旬，林徽因和建筑系的10名教师一起参加了国徽的图案设计工作。他们的设计方案于1950年6月被全国政协一届二次大会选定为国徽。1950年，林徽因被任命为北京市都市计划委员会委员兼工程师。1951年，被任命为人民英雄纪念碑建筑委员会委员，承担了设计碑座饰纹和花圈浮雕的任务。后来人们将她设计的花圈图案草稿(一小块碑石)放在八宝山她自己的墓碑前纪念她。
1950年，在美国受过现代建筑主义训练的周卜颐加入清华，成第一个真正现代主义的建筑教师。不久，创系的吴良镛从匡溪艺术学院受训回来清华服务。

### 文革结束后至今
1978年，清华大学恢复建筑学专业招生，其中本科生学制五年，研究生学制三年。1981年，清华大学开始招收建筑学专业博士研究生。1988年，清华大学在原建筑系基础上成立建筑学院，下设建筑系和城市规划系以及若干专业研究所。本科阶段设立建筑学一个专业，毕业设计设立建筑设计及其理论、城市规划与设计、建筑历史与理论、建筑技术科学四个方向的专门化;研究生阶段则按上述四个专业招生，以培养相应专业的专门化人才。
1995年，清华大学建筑学院建筑设计及其理论专业硕士教育以优秀级首批通过评估，开始授予建筑学硕士学位。1998年，清华大学建筑学院城市规划与设计专业硕士教育以优秀级首批通过评估，开始授予城市规划硕士学位。
2001年4月，原暖通空调专业从热能系并入建筑学院，组建建筑技术科学系；2003年，增设建筑景观学系。至此，建筑学院形成了“一院、四系、多所”的整体架构。

### 历任院长
- 李道增（1988 - 1990）
- 秦佑国（1997 - 2004）
- 朱文一（2004 - 2013）
- 庄惟敏（2013 - 2020）
- 张利（2020 - 至今）

## 组织结构
- 研究机构
  - 清华大学建筑与城市研究所
  - 清华大学人居环境研究中心
  - 清华大学建筑节能研究中心
  - 清华大学建筑设计研究院
- 系
  - 建筑系
  - 城市规划系
  - 景观学系
  - 建筑技术科学系
- 实践平台
  - 北京清华城市规划设计研究院
  - 清控人居集团
- 期刊杂志
  - 《世界建筑》杂志社
  - 《城市规划（英文版）》编辑部
  - 《建筑史》编辑部
  - 《建筑意》编辑部

## 师资
建筑学院现有在职教师107人，其中教授38人、副教授44人。教授中有中国科学院院士和中国工程院院士4人：吴良镛（两院院士）、关肇邺、李道增、江亿。

## 建築館

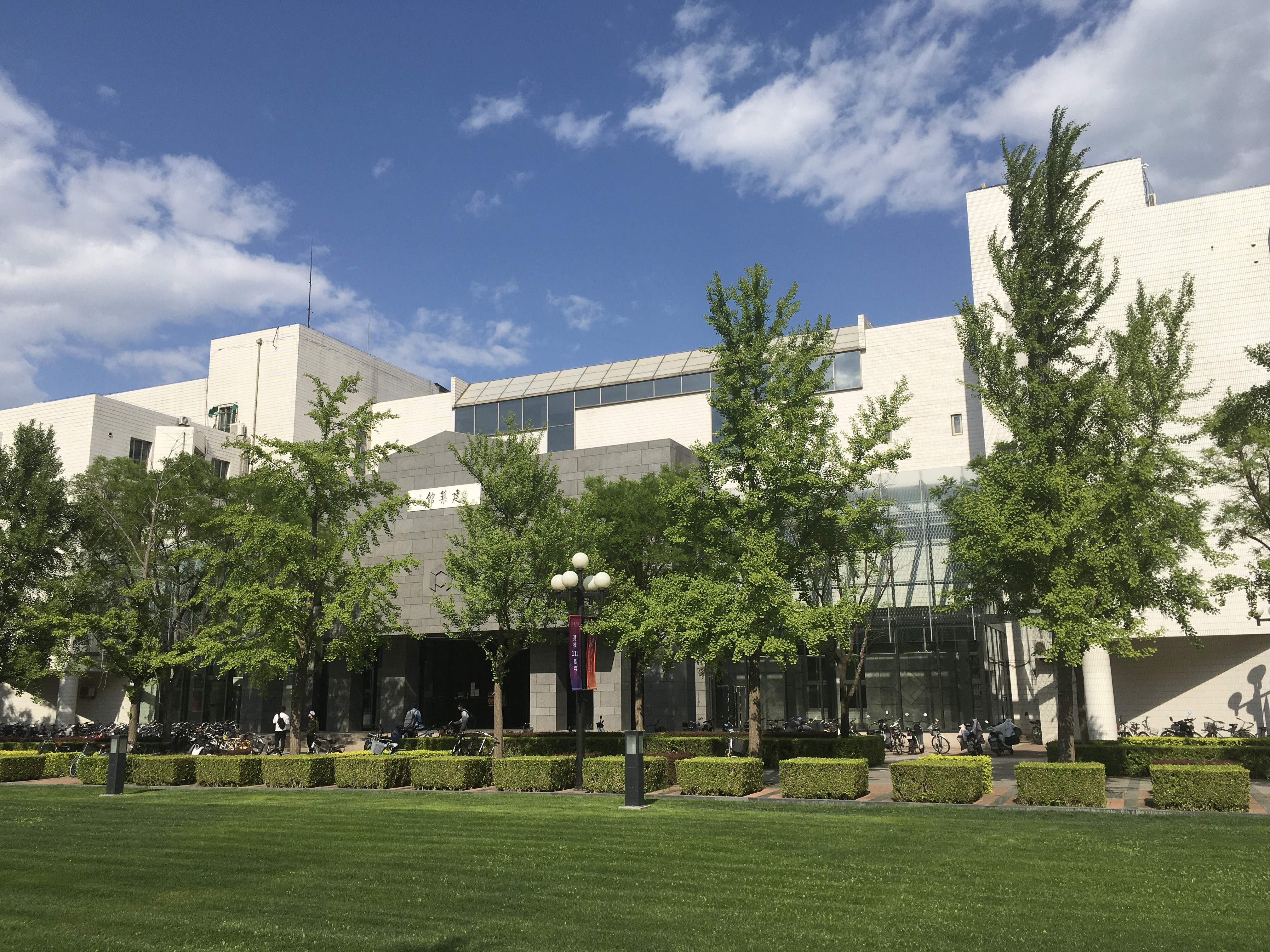
建築館

建築館又稱梁球琚楼，由香港企業家梁球琚捐資興建的，為建築學院的院樓，位於中央主樓東南側，建於1995年，由清華大學胡紹學教授負責設計，為5層鋼筋混凝土結構，建築面積15820平方米。
建築館東側附有一座600座的階梯報告廳，稱之為建館報告廳，主要用於大型課程報告與會議使用。建築館東南側是超低功耗示範樓，建於2005年，建築面積2930平方米，由清華大學建築設計研究院負責設計，其能源利用率高達90%。

## 外部連結
- 清华大学建筑学院 （页面存档备份，存于）

## 引用
1. ↑  . （原始内容存档于2020-09-19）.
2. 1 2  朱文一.  (PDF). 北京: 清華大學出版社. 2010-10-01: 70  [2019-07-17]. ISBN 9787302239987. （原始内容存档 (PDF)于2020-08-05） （中文（中国大陆））.